# Timothy Stack
Timothy Stack (Doylestown, 21 novembre 1956) è un attore, sceneggiatore e produttore televisivo statunitense.

## Vita e carriera
Timothy nacque a Doylestown in Pennsylvania da Joan e Tom Stack. Si è laureato presso la prestigiosa scuola tedesca di Philadelphia e si è diplomato al Boston Collage nel 1978. Nel 1789 sì trasferì subito a Los Angeles dove si iscrisse al gruppo comico di improvvisazione "The Groundlings". I suoi ruoli principali da attore li fa in serie televisive e/o film parodistici. Come ad esempio: Parker Lewis. Partecipò anche ad alcuni talk show "Night Stand" con Dick Dietrick. Il suo ruolo più famoso è quello di Notch Johnson in Son of the Beach, una parodia di Baywatch. È noto anche nella serie televisiva My Name Is Earl per interpretare se stesso in una versione parodistica, ovvero come un famoso attore quasi sempre ubriaco. Inoltre è anche sceneggiatore della serie stessa e di Son of the Beach.
Ultimamente è uno degli sceneggiatori della serie Aiutami Hope!.

## Filmografia

### Attore

#### Cinema
- Il più bel casino del Texas (The Best Little Whorehouse in Texas), regia di Colin Higgins (1982)
- Aviator - Amore tra le nuvole (The Aviator), regia di George Trumbull Miller (1985)
- A scuola con papà (Back to School), regia di Alan Metter (1986)
- Appuntamento al buio (Blind Date), regia di Blake Edwards (1987)
- Balle spaziali 2 - La vendetta (Martians Go Home), regia di David Odell (1989)
- Doppio guaio a Los Angeles (Double Trouble), regia di John Paragon (1992)
- Un labirinto pieno di guai (Nervous Ticks), regia di Rocky Lang (1992)
- Ma chi me l'ha fatto fare! (Clifford), regia di Paul Flaherty (1994)
- It's Pat: The Movie, regia di Adam Bernstein (1994)
- Strani miracoli (Dear God), regia di Garry Marshall (1996)
- Giovani diavoli (Idle Hands), regia di Rodman Flender (1999)
- Cast Away, regia di Robert Zemeckis (2000)
- Scemo & più scemo - Iniziò così... (Dumb and Dumberer: When Harry Met Lloyd), regia di Troy Miller (2003)
- Scary Movie 3 - Una risata vi seppellirà (Scary Movie 3), regia di David Zucker (2003)
- American Pie Presents: Band Camp (Band Camp), regia di Steve Rash (2005)
- Funny Money, regia di Leslie Greif (2006)
- Welcome to Paradise, regia di Brent Huff (2007)

### Televisione
- Lou Grant – serie TV, episodi 4x10 (1981)
- Thornwell, regia di Harry Morgan Moses – film TV (1981)
- Il tempo della nostra vita (Days of Our Lives) – serie TV, episodi 1x4051-1x4057 (1981)
- Quincy (Quincy M.E.) – serie TV, episodi 7x3-7x4 (1981)
- Trapper John (Trapper John, M.D.) – serie TV, episodi 2x17-3x13 (1981-1982)
- Benson – serie TV, episodi 3x16 (1982)
- Indagine oltre il buio (I, Desire), regia di John Llewellyn Moxey – film TV (1982)
- Laverne & Shirley – serie TV, episodi 8x6 (1982)
- Venti di guerra (The Winds of War) – miniserie TV, 4 puntate (1983)
- Mike Hammer - Un mistero dal passato (Murder Me, Murder You), regia di Gary Nelson – film TV (1983)
- Reggie – serie TV, 6 episodi (1983)
- New York New York (Cagney & Lacey) – serie TV, episodi 4x3 (1984)
- AfterMASH – serie TV, episodi 1x7-2x6 (1983-1984)
- L'albero delle mele (The Facts of Life) – serie TV, episodi 6x16 (1985)
- Mai dire sì (Remington Steele) – serie TV, episodi 3x15 (1985)
- The Paper Chase – serie TV, episodi 3x10 (1985)
- Punky Brewster – serie TV, 5 episodi (1986)

- Nancy, Sonny & Co. (It's a Living) – serie TV, episodi 4x6 (1986)
- Starman – serie TV, episodi 1x18 (1987)
- The New Adventures of Beans Baxter – serie TV, episodi 1x5 (1987)
- In famiglia e con gli amici (Thirtysomething) – serie TV, episodi 1x5 (1987)
- Disneyland – serie TV, episodi 32x22 (1988)
- ALF – serie TV, episodi 4x11 (1989)
- Free Spirit – serie TV, episodi 1x11 (1989)
- Giudice di notte (Night Court) – serie TV, 5 episodi (1987-1990)
- Doctor Doctor – serie TV, 4 episodi (1989-1990)
- Cuori senza età (The Golden Girls) – serie TV, episodi 5x25-5x26 (1990)
- I racconti della cripta (Tales from the Crypt) – serie TV, episodi 2x17 (1990)
- Hurricane Sam, regia di Jeff Melman – film TV (1990)
- Flash (The Flash) – serie TV, episodi 1x11 (1991)
- Le inchieste di padre Dowling (Father Dowling Mysteries) – serie TV, episodi 3x21 (1991)
- My Life and Times – serie TV, episodi 1x4-1x5 (1991)
- Pacific Station – serie TV, episodi 1x3 (1991)
- Maid for Each Other, regia di Paul Schneider – film TV (1992)
- I moschettieri del 2000 (Ring of the Musketeers), regia di John Paragon – film TV (1992)
- Blue Jeans (The Wonder Years) – serie TV, episodi 6x17 (1993)
- Parker Lewis (Parker Lewis Can't Lose) – serie TV, 32 episodi (1990-1993)
- Seinfeld – serie TV, episodi 5x3 (1993)
- The John Larroquette Show – serie TV, episodi 1x9 (1993)
- The Mommies – serie TV, episodi 1x12 (1993)
- Johnny Bago – serie TV, 4 episodi (1993)
- Corsie in allegria (Nurses) – serie TV, episodi 3x13 (1994)
- The Second Half – serie TV, episodi 1x12 (1994)
- L.A. Law - Avvocati a Los Angeles (L.A. Law) – serie TV, episodi 8x19 (1994)
- Wings – serie TV, episodi 5x24 (1994)
- On Our Own – serie TV, episodi 1x14 (1995)
- Cura d'amore (My Brother's Keeper), regia di Glenn Jordan – film TV (1995)
- Night Stand – serie TV, 92 episodi (1995-1997)
- Son of the Beach – serie TV, 42 episodi (2000-2002)
- Malcolm (Malcolm in the Middle) – serie TV, episodi 6x20 (2005)
- My Name Is Earl – serie TV, 18 episodi (2005-2009)
- Aiutami Hope! (Raising Hope) – serie TV, episodi 3x19 (2013)
- The Tonight Show (The Tonight Show with Jay Leno) – programma TV, episodi 21x142 (2013)
- LA to Vegas – serie TV, episodi 1x2 (2018)
- The Guest Book – serie TV, episodi 2x10 (2018)
- Oishi: Demon Hunter – serie TV, episodi 1x1 (2018)
- Curb Your Enthusiasm – serie TV, episodi 10x9 (2020)
- New Yorkers in LA – serie TV, episodi 2x2 (2020)

## Doppiatori italiani
Nelle versioni in italiano dei suoi lavori, Timothy Stack è stato doppiato da:
- Gianni Bersanetti in Son of the Beach, My Name Is Earl
- Stefano De Sando in Scary Movie 3 - Una risata vi seppellirà
- Mino Caprio in Malcolm